# Система футбольных лиг Хорватии
Система футбольных лиг Хорватии имеет четыре официальных уровня: Первая, Вторая, Третья лиги Хорватского футбольного союза на первых трёх уровнях и чемпионаты городов и жупаний, подчинённые тем или иным подразделениям Третьей лиги.

## Система
Приведена система до изменений перед сезоном 2022/23, когда высший дивизион стал называться Хорватская футбольная лига, Вторая лига стала называться Первой, Третья — Второй, а также был воссоздан функционировавший в сезонах 2006/07—2011/12 четвёртый уровень, получивший название Третья лигаen.
| Уровень | Лига | Лига | Лига | Лига | Лига | Лига                                                                              | Лига                                                                              | Лига                                                                              |
| ------- | --- | --- | --- | --- | --- | --------------------------------------------------------------------------------- | --------------------------------------------------------------------------------- | --------------------------------------------------------------------------------- |
| 1       | Первая лига 10 клубов | Первая лига 10 клубов                                                                                          | Первая лига 10 клубов | Первая лига 10 клубов | Первая лига 10 клубов | Первая лига 10 клубов                                                             | Первая лига 10 клубов                                                             | Первая лига 10 клубов                                                             |
| 2       | Вторая лига 16 клубов | Вторая лига 16 клубов                                                                                          | Вторая лига 16 клубов | Вторая лига 16 клубов | Вторая лига 16 клубов | Вторая лига 16 клубов                                                             | Вторая лига 16 клубов                                                             | Вторая лига 16 клубов                                                             |
| 3       | Третья лига Центр 16 клубов | Третья лига Запад 16 клубов                                                                                    | Третья лига Север 16 клубов | Третья лига Восток 16 клубов | Третья лига Юг 16 клубов |                                                                                   |                                                                                   |                                                                                   |
| 4       | - Первая лига Загреба - Первая лига Сисачко-Мославачкой жупании - Первая лига Карловачкой жупании - Первая лига Крапинско-Загорской жупании - Единая лига Загребской жупании | - Первая лига Истарской жупании - Первая лига Приморско-Горанской жупании - Первая лига Личко-Сеньской жупании | - Первая лига Медимурской жупании - Первая лига Беловар-Билогорской жупании - Первая лига Копривничко-Крижевацкой жупании - Первая лига Вировитичко-Подравской жупании | - Первая лига Бродско-Посавской жупании - Первая лига Осьечко-Баранской жупании - Первая лига Пожешко-Славонской жупании - Первая лига Вуковарско-Сриемской жупании | - Первая лига Дубровачко-Неретванской жупании - Первая лига Сплитско-Далматинской жупании - Первая лига Шибенско-Книнской жупании - Первая лига Задарской жупании |                                                                                   |                                                                                   |                                                                                   |
| 5       | Вторые лиги жупаний, первая лига Загребской жупании | Вторые лиги жупаний, первая лига Загребской жупании                                                            | Вторые лиги жупаний, первая лига Загребской жупании | Вторые лиги жупаний, первая лига Загребской жупании | Вторые лиги жупаний, первая лига Загребской жупании | Вторые лиги жупаний, первая лига Загребской жупании                               | Вторые лиги жупаний, первая лига Загребской жупании                               | Вторые лиги жупаний, первая лига Загребской жупании                               |
| 6       | Третьи лиги жупаний, вторые лиги Загребской, Бараньской, Осиекской жупаний и т.д.                                                                                            | Третьи лиги жупаний, вторые лиги Загребской, Бараньской, Осиекской жупаний и т.д.                              | Третьи лиги жупаний, вторые лиги Загребской, Бараньской, Осиекской жупаний и т.д.                                                                                      | Третьи лиги жупаний, вторые лиги Загребской, Бараньской, Осиекской жупаний и т.д.                                                                                   | Третьи лиги жупаний, вторые лиги Загребской, Бараньской, Осиекской жупаний и т.д.                                                                                 | Третьи лиги жупаний, вторые лиги Загребской, Бараньской, Осиекской жупаний и т.д. | Третьи лиги жупаний, вторые лиги Загребской, Бараньской, Осиекской жупаний и т.д. | Третьи лиги жупаний, вторые лиги Загребской, Бараньской, Осиекской жупаний и т.д. |
| 7       | Четвёртые лиги жупаний | Четвёртые лиги жупаний                                                                                         | Четвёртые лиги жупаний | Четвёртые лиги жупаний | Четвёртые лиги жупаний | Четвёртые лиги жупаний                                                            | Четвёртые лиги жупаний                                                            | Четвёртые лиги жупаний                                                            |